# Біматрична гра
Гра біматрична — безкоаліційна гра двох гравців, яка має скінченну кількість стратегій.
Біматричні ігри задаються парою матриць виграшів A = ||aij|| і B = ||bij|| однакових розмірів. Якщо перший гравець вибирає рядок i, а другий — стовпчик j, то виграш першого гравця — aij, а другого — bij. Якщо aij+bij = 0 для всіх i та j, то біматрична гра називається матричною грою.
Теорія біматричних ігор є одним із найпростіших розділів загальної теорії безкоаліційних ігор. Однак, вичерпна теорія оптимальної поведінки гравців в біматричних іграх поки що не існує.

## Приклад біматричної гри
Прикладом біматричної гри може бути гра з матрицями виграшів
{\displaystyle {\begin{pmatrix}-1&-10\\0&-8\end{pmatrix}}} та {\displaystyle {\begin{pmatrix}-1&0\\-10&-8\end{pmatrix}}}.
Ця гра, як правило, інтерпретується як конфлікт двох бандитів, затриманих за підозрою в скоєнні тяжкого злочину, причому, кожний має дві стратегії: «запиратись» і «зізнаватись».
- Якщо обидва будуть запиратись, то за умови відсутності прямих доказів вони будуть засуджені на помірне покарання (наприклад, за волоцюзтво, строк ув'язнення — 1 рік).
- Якщо обидва зізнаються, то їм буде присуджено суворе покарання з врахуванням зізнання як пом'якшуючої обставини (8 років ув'язнення).
- Якщо один зізнається, а другий ні, то той, що зізнався, отримає помилування, а той, що запирається — максимальне покарання (10 років ув'язнення).

Ситуацією рівноваги тут буде зізнання обох, яке приводить до значних втрат (8 років), а оптимумом Парето — запирання обох, яке, однак, нестійке.